# The Eternal Daughter
The Eternal Daughter är en brittisk dramafilm från 2022. Filmen är regisserad av Joanna Hogg.
Filmen handlar om Julie Hart som tar sin åldrande mor Rosalind till ett gammalt och till synes övergivet hotell. Julies far har nyligen avlidit och hon planerar att umgås mer med sin mor och spela in en film om henne. Hotellet är omgivet av en mystisk dimma. Allteftersom filmen fortskrider tvingas de konfrontera sedan länge begravda hemligheter.
Filmen hade premiär vid filmfestivalen i Venedig 2022, där den tävlade om Guldlejonet.